# Nefarious (2023.)
Nefarious je američki kršćanski psihološki triler, nastao u nezavisnoj produkciji, koji su napisali i režirali Chuck Konzelman i Cary Solomon, a temelji se na romanu Stevea Deacea „Nefariusova zavjera” iz 2016. Jordan Belfi glumi psihijatra koji mora utvrditi autentičnosti demonskog opsjednuća osuđenika na smrt, kojeg glumi Sean Patrick Flanery, kojemu o tome ovisi hoće li biti pogubljen. Film je objavljen u SAD-u 14. travnja 2023. i postao je popularan u kršćanskim krugovima radi pristupačna prikaza demonologije i nauka o anđelima. Detaljno je obrađena narav anđela, njihove instancije, stanje prije pada, posebna primjena anđeoske volje i još mnogo tema koje detaljno opisuje sveti Toma Akvinski u svojoj Teološkoj sumi. Film je recenziralo nekoliko egzorcista koji su se složili da je film dosad najvjerodostojnije prikazao ponašanje demona u stvarnosti prilikom obreda egzorcizma. Film je zaradio 1,3 milijuna dolara prvog vikenda prikazivanja i ukupno 5,4 milijuna dolara.

## Radnja
U državni zatvor dolazi psihijatar dr. James Martin kako bi procijenio ozloglašena serijskog ubojicu i zatvorenika osuđenog na smrt po imenu Edward Wayne Brady, za kojeg se vjeruje da je ubio najmanje jedanaest ljudi. Martin je upravo zamijenio dr. Alana Fischera koji je počinio samoubojstvo nakon razgovora s Edwardom. Upravitelj Tom Moss upozorava Martina da je Edward vješt manipulator koji može „ući u glavu”. Edward bi trebao umrijeti od strujnog udara osim ako Martin ne otkriti da je mentalno bolestan i nesposoban za pogubljenje. Međutim, ako Martin utvrdi da je Edward zdrav, bit će pogubljen. Moss se nada da se Martin neće složiti s Fischerom koji je bio spreman Edwarda proglasiti ludim.
Edward inzistira na tome da je on zapravo demon koji nastanjuje Edwardovo tijelo, a njegovo pravo ime je „Nefariamus”, iako odgovara na ime Nefarious. On dalje prkosi Martinovoj pretpostavci da pokušava izbjeći kaznu i želi da se Edward pogubi. Nefarious također zna mnoge detalje o Martinovu profesionalnu i osobnu životu, te kaže da će prije nego što dan završi Martin počiniti tri ubojstva.
Nefarious optužuje Martina da je eutanazirao svoju smrtno bolesnu majku kako bi došao do njezina novca. Martin se naljuti i prijeti da će otići, ali se predomisli. Sumnjajući da Edward pati od disocijativna poremećaja identiteta, Martin pokušava doći do Edwarda, ali Nefarious dopušta samo ograničen pristup plašljivom, pretučenom čovjeku. Martin zatim izvlači Nefariousovo objašnjenje uloge demona u svijetu.
Martin izjavljuje da Nefarious to ne izmišlja, već da ima sulud sustav vjerovanja i da potvrđuje da Edward nije sposoban za pogubljenje. Dok Martin odlazi, Nefarious ga optužuje da je iskoristio svoju trudnu djevojku koja upravo u tome trenutku ima pobačaj u pogrešnome uvjerenju da je Martin neće napustiti nakon toga. Nefarious se radosno cereka, govoreći da se „cijeli pakao veseli” trenutku pobačaja. Martin izjuri nazvati kliniku samo da bi saznao da je pobačaj upravo izvršen.
Nefarious kaže Martinu da želi da on napiše knjigu pod nazivom „Mračno evanđelje”, sotonsko djelo. Martina poziva upravitelj Moss koja je upravo pronašao u Edwardovoj zatvorskoj ćeliji spomenar Martinova života i već napisani rukopis za „Mračno evanđelje”. Martin se sukobi s Nefariousom koji se oslobodi i davi Martina, prijeteći mu da će ga ubiti ako ne bude molio za svoj život, što Martin i čini. Dok Edwarda tuku zatvorski čuvari, Martin potpisuje dokument koji proglašava da je Edward dovoljno zdrav da bude pogubljen. Prema tome, prema Nefariousu, Martin je počinio tri ubojstva: svoje majke, svojega nerođenog djeteta i Edwarda.
Dok Edward sjedi na električnoj stolici, Nefarious pita Martina prihvaća li ponudu ubiranja nagrade objavljivanja Nefariousova evanđelja. Martin odmahuje glavom. Edward trpi bolan i užasan strujni udar. Nefarious tada zaposjedne Martina i prisili ga na pokušaj samoubojstva. Martin se spontano pomoli Bogu za pomoć i promaši sebe pištoljem.
Godinu dana kasnije, vidno promijenjeni Martin u televizijskom studiju promovira knjigu „Nefariusova zavjera”, koja se temelji na „Mračnom evanđelju”, ali ju je prepravio kao upozorenje protiv demonskih sila koje iskušavaju. Po izlasku iz studija susreće beskućnicu koja ga, očito opsjednuta Nefariousom, zlokobno oslovljava imenom.

## Uloge
- Sean Patrick Flanery kao Nefarious i Edward Wayne Brady
- Jordan Belfi kao dr. James Martin
- Tom Ohme kao Warden Tom Moss
- Glenn Beck kao on osobno
- Daniel Martin Berkey kao otac Louis

## Vanjske poveznice
- Nefarious u internetskoj bazi filmova IMDb-a